# Теория знака Гуссерля
Теория знака Гуссерля разрабатывается им в I и II «Логических исследованиях».

## Знак как признак и знак как выражение
Основополагающим для теории знака Э. Гуссерля является различение между знаком как признаком и знаком как выражением. Функция знака-признака — оповещение [указание]: это, например, клеймо — знак раба; флаг — знак нации; крестик мелом на двери, оставленный разбойником. Функция знака-выражения — придание значения.
Знак-признак не обладает значением. Суть знака-признака состоит в том, что «какие-либо предметы или положения дел, о существовании которых кто-либо обладает действительным знанием, оповещают его о существовании других определенных предметов и положений дел в том смысле, что убежденность в бытии одних переживается им как мотивация (причем сама мотивация остаётся непрояснённой) убежденности в бытии или мотивация предположения бытия других», причём эта связь не имеет характера очевидности (как в случае логического основания), не является необходимой объективной связью.
Знак-выражение отсылает не к факту (существованию) чего-либо, а к значению, каковое реальным не является.
Знак может быть признаком, не будучи выражением. Обратное в коммуникативной речи невозможно; здесь знак, помимо придания значения, в функции признака извещает о факте психического акта нагружения слов смыслом, о том, что для говорящего это не просто звуки, о наличии у него соответствующего представления. Однако «в одиночестве душевной жизни» знаки функционируют только как выражения. «В монологической речи слова… не могут служить нам как признаки для существования психических актов, ведь такого типа оповещение было бы здесь совершено бесполезным. Ведь эти акты переживаются нами в тот же самый момент». В таком внутреннем монологе знаки даются в воображении.
Речь — всегда выражение; мимика, жесты — признаки.
Собственные имена Гуссерль относит к выражениям. Ведь «к сущности признака относится то, что он оповещает о факте, о существовании (Dasein), в то время как названный предмет не нуждается в том, чтобы считаться существующим». Значения собственных имен — простые, то есть несоставные, нечленимые на части значения.

## Структура знака
Осмысленный знак (выражение) составляют:
- само физическое явление выражения (звучание слова);
- то что выражение выражает:

- акты:

- придания значения («интенция значения») и
- осуществления значения,

- содержание этих актов:

- само выраженное значение («интендирующее значение») и
- выраженная предметность.

Выраженное значение, как и само чувственное явление выражения (взятое как таковое), — идеальные единства. Акты придания и осуществления значения — психические акты (переживания сознания, факты моей психической жизни); знак здесь берётся как признак — оповещение об актах. Высказывание оповещает о психическом акте (например, о моём акте суждения, что 2 х 2 = 4) и означает его содержание (значение) (то есть 2 х 2 = 4 как идеальную сущность, вневременную истину).
Акт придания значения нацелен на само выраженное значение (их отношение аналогично отношению между «созерцаемым красным предметом или являющимся в нём моментом красного» и идеальным видом «красное»); акт осуществления значения — на выраженную предметность (точнее, на осуществляющее значение).

### Само значение
Само выраженное значение есть та идеальная сущность, которая усматривается в идеации.
Сущность выражения состоит именно в придании значения, а не в осуществлении значения. «Равные по смыслу» выражения имеют одну интенцию значения. Так, «два представления в сущности тождественны, если на основе каждого из них, причём взятого чисто в себе… можно высказать о представленной вещи точно то же самое и ничто иное»; «два суждения — это сущностно то же самое суждение, если всё, что значимо относительно обсуждаемого положения дел в соответствии с одним суждением (лишь на основе самого содержания суждения), должно быть значимым относительно него и в соответствии с другим суждением». Выражение может иметь значение и не сопровождаться созерцанием. Например, выражение «круглый квадрат» имеет значение, но не имеет осуществляющего значения. «…Однако не следует забывать, что любая очевидность акта суждения (всякое познание в строгом смысле слова) предполагает созерцательно осуществленные значения».

### Осуществление значения
Осуществление значения — это придание («актуализирование») предметного отношения, «созерцательной полноты», то есть сопровождающего созерцания (актуального или воспроизведённого в фантазии), дающего предмет, подразумеваемый знаком.
Выраженная предметность — это, говоря языком логики, объем понятия, отнесённость выражения к определённым предметам. «Каждое выражение не только означает нечто, но оно также говорит о чем-то; оно не только имеет своё значение, но оно также относится к каким-либо предметам». «Победитель при Иене — побежденный при Ватерлоо; равносторонний треугольник — равноугольный треугольник» — означают разное, но называют одно и то же. И наоборот, «конь» в выражениях «Буцефал — это конь» и «эта кляча — конь» имеет одно значение, но разную предметную отнесённость.
Выраженную предметность можно рассматривать двояко: как «сам предмет, и причём предмет, так-то и так-то понятый», то есть взятый (в модусе феноменолого-психологической редукции) как содержание единичного акта (например, данного единичного восприятия), и как осуществляющее значение (идеальный коррелят одного предмета, тождественное в его различных восприятиях: предмет, каким он, «так сказать, предназначается» восприятию).
См. также: Полный конкретный акт

## Выражения с изменчивым значением
Существуют выражения, «значение которых меняется от случая к случаю». «Мы называем сущностно субъективным, или окказиональным, или короче, сущностно окказиональным любое выражение, с которым понятийно-единая группа значений соотносится таким образом, что для него является существенным ориентировать своё в определённый момент действительное значение соответственно поводу, в соответствии с личностью говорящего и его состоянием. Лишь в отношении к фактическим обстоятельствам выражения может здесь вообще конституироваться для слушающего одно из взаимосвязанных значений». Это:
- Неповествовательные предложения (просьба, пожелание, вопрос, высказывание о своих психических актах («Я предполагаю…»)). Эти высказывания отличаются от повествовательных тем, что содержание, которое они выражают, и содержание, о котором они оповещают, частично совпадают. «Если кто-либо выражает желание: я прошу стакан воды, то для слушающего это признак желания говорящего. Одновременно, однако, это желание есть предмет высказывания». Значение таких выражение изменчиво. «Те же самые слова я желаю тебе счастья, посредством которых я сейчас выражаю пожелание, могут служить для великого множества других людей, чтобы выразить пожелания „того же самого“ содержания. И все же не просто сами пожелания от случая к случаю различны, но и значения высказываний, в которых выражаются пожелания. Один раз личность А соотносится с личностью В, а другой раз — личность M с личностью N. Если А желает В „то же самое“, что M желает N, то смысл предложения, выражающего пожелание, так как оно включает в себя представление соответствующей личности, очевидно различен».
- Личные («Я») и указательные («это») местоимения; «слева», «вчера» и т. п. выражения, зависящие от субъекта; выражения с определённым артиклем («Der Kaiser» в значении: этот, нынешний кайзер и т. п.). Относительно «Я» «мы знаем, что это есть слово, с помощью которого говорящий обозначает сам себя. Однако таким образом возникшее понятийное представление не есть значение слова я. Иначе мы должны были бы вместо я просто подставить: говорящий, который сам себя обозначает. Очевидно, что такая подстановка привела бы не просто к непривычным, но и различным по значению выражениям. Например, если мы вместо: я обрадовался, хотели бы сказать: говорящий, обозначающий себя самого, обрадовался. Это общая функция значения слова я — обозначать говорящего, однако понятие, посредством которого мы выражаем эту функцию, не есть понятие, которое само и непосредственно составляет его значение». Это достигается за счёт оповещающей функции: слово «Я» «воздействует не так, как слово лев, которое может вызывать представление о льве в себе и для себя. Скорее, в нем действует указывающая функция, которая словно кричит говорящему: твой визави имеет в виду самого себя».
- Неполные выражения («Идёт дождь» — подразумевая: сейчас, здесь; «Прочь!» и т. п. возгласы, неясные вне контекста; все плохо определённые понятия обыденной речи (всё, кроме строгих научных понятий)). «Выражение полно по своему составу, если отпечатлевает все систетические формы и материи нижнего слоя понятийно и по мере значений; оно не полно, если достигает этого лишь частично — вроде того, как мы, наблюдая комплексный процесс, — например, в ворота въезжает карета с давно уже ожидавшимися гостями, — восклицаем: Карета! Гости!».

Значения, утверждает Гуссерль, — идеальные единства, они не могут меняться; а «колебание значений есть, собственно, колебание акта придания значения».

«Каждое субъективное выражение может быть заменено объективным», — что «означает не что иное, как беспредельность объективного разума».
— Гуссерль Э. Логические исследования. Т. 2. I, §28.